# João Murça Pires
João Murça Pires (Bariri, S.P., 27 de junio de 1917- 21 de diciembre de 1994) fue un botánico brasileño.
En 1942 se gradúa de agrónomo en la "Escuela Superior de Agricultura Luis de Queirós, Universidad de São Paulo.
En 1945 es investigador del "Instituto Agronómico del Norte", encargado de crear la "Sección Botánica" y Herbario.
En 1983 defiende su tesis de Ph.D.
Entre 1985 y 1988 permanece en el Jardín Botánico de Nueva York.
- La abreviatura «Pires» se emplea para indicar a João Murça Pires como autoridad en la descripción y clasificación científica de los vegetales.[1]